# Adam Zajíček
Adam Zajíček (25 de fevereiro de 1993) é um voleibolista profissional Tcheco, jogador posição central. Desde a temporada 2017/2018 é jogador do clube VK Kladno.

## Títulos
Clubes
Copa Checa:
- 2014, 2016[1]

Campeonato Checa:
- 2015, 2016[2]
- 2014, 2018
- 2017

Seleção principal
Liga Europeia:
- 2018
- 2013